# Castello-di-Rostino
Castello-di-Rostino (Italiaans: Castello di Rostino; Corsicaans: Castellu di Rustinu) is een gemeente in het Franse departement Haute-Corse (regio Corsica) en telt 343 inwoners (2005). De plaats maakt deel uit van het arrondissement Corte.

## Geografie
De oppervlakte van Castello-di-Rostino bedraagt 12,6 km², de bevolkingsdichtheid is 27,2 inwoners per km².

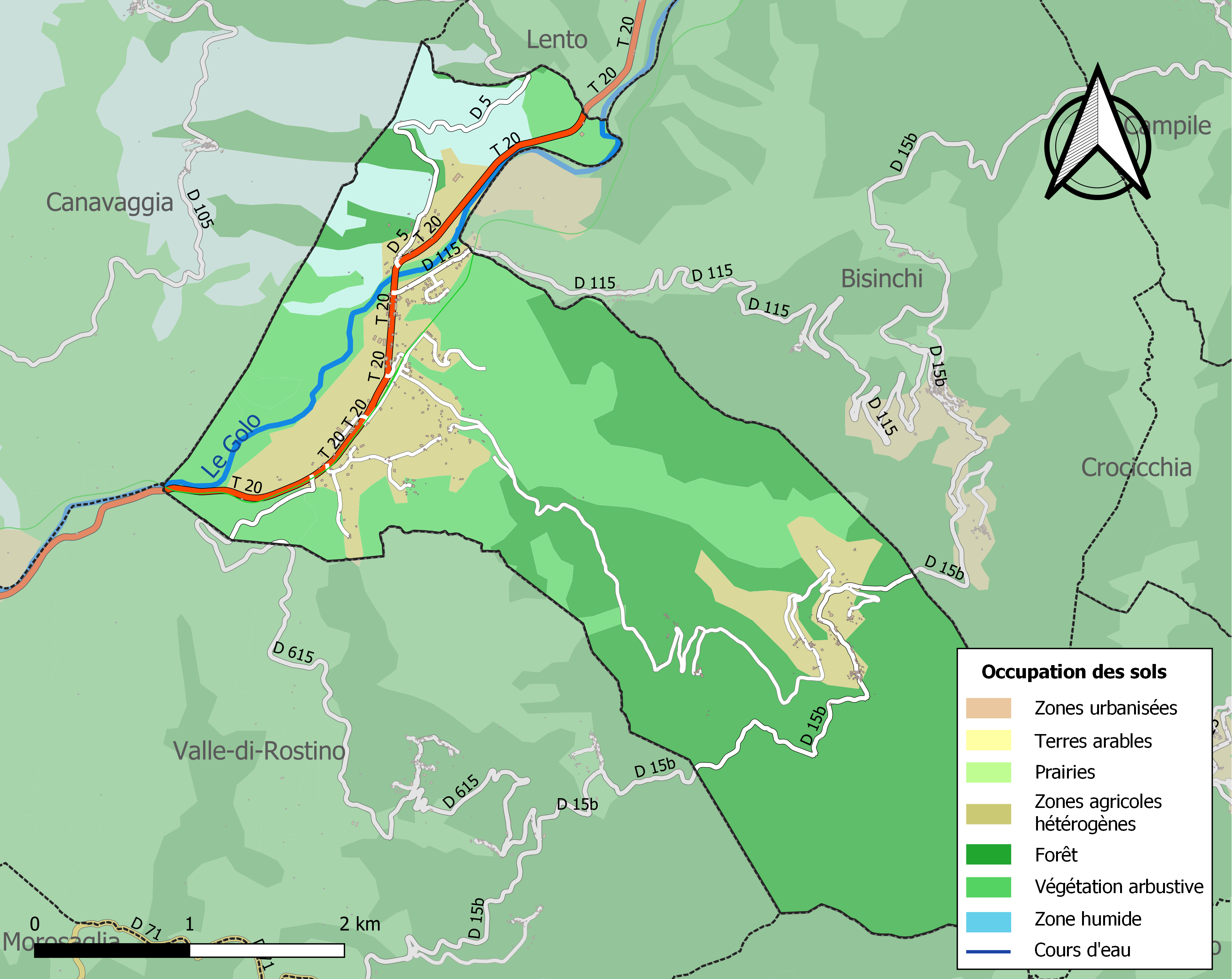
Kaart van de gemeente met de belangrijkste infrastructuur, bodemgebruik en omliggende gemeenten

## Demografie
Onderstaande figuur toont het verloop van het inwonertal (bron: INSEE-tellingen).

Vanwege een beveiligingsprobleem met de MediaWiki Graph-software is het momenteel niet mogelijk deze grafiek weer te geven. Zodra de software is bijgewerkt zal de grafiek vanzelf weer zichtbaar worden.